# Helena Gasson
Helena Gasson, född 8 december 1994, är en nyzeeländsk simmare.
Gasson tävlade för Nya Zeeland vid olympiska sommarspelen 2016 i Rio de Janeiro, där hon blev utslagen i försöksheatet på 100 och 200 meter fjärilsim.